# 베네치아
베네치아(이탈리아어: Venezia, 베네토어: Venesia, 문화어: 베네찌아)는 이탈리아 북부에 위치한 베네토주 베네치아 광역시에 속하는 도시로, 베네토 주의 주도(州都)이다. 영어 명칭인 베니스(영어: Venice)로도 잘 알려져 있다. 과거 베네치아 공화국의 수도였다. 또한 세계적 관광지이며, 수상 도시이자 운하의 도시로도 유명하다.
베네치아의 원도심은 베네치아 석호 안쪽에 흩어져 있는 118개의 섬들이 약 400개의 다리로 이어져 있으며, 육지로부터 약 3.7 km 떨어져 있다. 인구는 2018년 집계 당시 260,897명이며, 이 중 55,000명이 구시가(Centro storico)에 거주하고 있고, 나머지 인구는 베네치아와 인접한 육지에 거주하고 있다.
'베네치아'라는 이름은 기원전 10세기까지 이 곳에 살던 '베네티인'들에게서 유래하였다. 베네치아는 옛 베네치아 공화국의 수도로서, 중세와 르네상스 기간 동안 유럽의 해상무역과 금융의 중심지였다. 또한 십자군 전쟁과 레판토 해전에 휘말리며 유럽의 중앙 정세의 한가운데에 서있었던 도시이기도 했다. 베네치아는 13세기부터 17세기까지 비단, 향료, 밀을 거래하는 주요 창구였고, 유럽에서 가장 부유한 도시들 중 하나였다. 나폴레옹 전쟁과 빈 회의 이후, 베네치아는 오스트리아에 합병되었고, 1866년에 이탈리아가 통일되며 이탈리아로 돌아오게 되었다.
베네치아는 세계에서 가장 아름다운 도시들 중 하나로 꼽힌다. 베네치아의 아름다움은 중세부터 유명했고, 물의 도시, 아드리아해의 여왕, 가면의 도시 등 다양한 별명들을 가지고 있다. 베네치아는 또한 예술, 건축 분야에서도 매우 지명도가 높은데, 르네상스 시대에 문화 발전의 중심지 역할을 하였으며 유명한 작곡가 안토니오 비발디의 고향이다.

## 이름
'베네치아'라는 이름은 라틴어 단어 'Venetia'에서 유래했다. 이 단어는 로마 제국 시대에 해안 지방을 통칭하여 부르던 단어였다. 한편 이 라틴어 단어 'Venetia'는 이곳에 살던 '베네티인'들의 이름에서 따온 것으로 추측된다. 인도에도 비슷한 이름을 가진 부족들이 존재하는 것을 토대로 하여, 몇몇 학자들은 '베네티'라는 뜻이 인도-유럽어에서 '사랑'을 의미하는 단어였고, 따라서 베네치아의 어원은 '매혹적인', '사랑스러운' 등의 뜻을 담고 있다고 주장한다. 다만 라틴어로 'Venetus'가 '바다처럼 푸르다'라는 뜻을 지니고 있는 것을 보아, 베네치아가 이 단어에서 음을 따왔을 가능성도 있다.

## 역사

### 베네치아의 설립
베네치아의 설립과 관련된 명확한 기록은 현재 남아있지 않지만, 역사학자들은 로마제국이 쇠망하며 국경선이 무너지자, 훈족들이 몰려왔고 이들을 피하기 위해 로마인들이 6세기에 베네치아로 몰려와 대피했다는 설에 중점을 두고 있다. 이같은 주장은 베네치아를 세운 12개의 가문들이 모두 로마의 귀족들과 관련이 있는 혈통이라는 점에서 뒷받침되고 있다. 로마인들이 이 곳으로 이주하기 전, 베네치아는 몇몇 섬들이 떠있는 습지대에 불과했으나, 로마인들이 이주하기 시작하며 대도시로 발돋움할 기반을 닦게 된다.
기원후 2세기, 로마 제국은 서서히 무너지기 시작한다. 게르만족들이 넘어와 이탈리아 본토의 도시들을 공격하기 시작하고, 고트족들이 로마를 거의 반파 직전으로 몰아갔으며, 아틸라가 이끄는 훈족들이 로마 내부로 들어오기 시작하며 로마제국은 치명타를 맞게 된다. 로마 제국은 이와 같은 상황을 극복하기 위해 동,서로마로 나누어 각자 통치하는 전략을 채택한다. 이때 베네치아는 동로마 제국의 관할 하에 들어가게 된다. 하지만 베네치아는 그 지역적 특수성 때문에 동로마 제국의 감독을 제대로 받지 못했고, 이는 베네치아의 독립성을 키우는 결과를 낳는다.
베네치아의 첫 총독(도제)는 697년에 선출된다. 726년에 동로마 황제가 성상 파괴 운동을 지시하고, 교황의 부추김을 받은 베네치아의 시민들은 이에 크게 반발하며 반란을 일으켰다. 당시의 동로마 총독은 이와 같은 사태에 책임을 지고 사형당했고, 지도자를 잃은 베네치아의 관료들은 큰 혼돈에 빠지게 된다.
베네치아의 시민들은 동로마가 임명한 지도자 대신에 그들만의 새로운 총독을 뽑기로 결심했고, 이 것이 바로 117명에 이르는 베네치아 총독의 계보의 시작이었다. 다만 이와 같은 행동이 동로마 제국에 대한 반란 혹은 배신으로까지는 이어지지 않았다.
751년, 롬바르드인들이 점차 동로마 제국의 영토를 잠식해들어가기 시작했고, 베네치아는 홀로 떠있는 동로마 제국의 전초기지처럼 고립되어갔다. 동로마의 총독은 안전을 위하여 물 한가운데에 떠있는 베네치아로 그 주거지를 옮겼고, 그를 따라 수많은 난민들이 몰려들며 베네치아는 점차 그 규모를 확장시켜나갔다. 성 마르코 대성당의 원형이 바로 이때 지어졌다.
샤를마뉴 대제는 베네치아를 정복하기 위해 노력했다. 교황을 시켜 베네치아에게 압력을 넣었으며, 6개월에 걸친 포위 공격을 통해 베네치아를 함락시키려 노력하였으나 비용, 기후, 전염병과 같은 문제로 후퇴해야만 했다. 결과적으로, 샤를마뉴 대제와 동로마의 황제간의 강화가 이루어져 베네치아는 영구적인 동로마 제국의 영토로 인정받았고, 샤를마뉴 대제는 도시를 이용한 무역의 권리를 부여받았다.
828년, 베네치아의 상인들이 알렉산드리아에 보관되어 있던 성 마르코의 성물을 베네치아로 훔쳐오며 도시의 명성은 더더욱 증가했다. 이때 주교좌도 베네치아로 옮겨왔으며, 베네치아의 경제적, 정치적 권력이 커지며 결국 베네치아는 동로마 제국의 통치를 벗어나게 된다.

### 영광의 시대
9세기에서 12세기 동안, 베네치아는 강력한 도시 국가로 성장했다. 아드리아 해에 면해 있는 베네치아의 위치는 해상 무역에서 유리한 위치를 점할 수 있도록 도와주었고, 베네치아는 강대한 해군력을 바탕으로 상인들을 보호하며 유럽 해상 무역의 중심지로 떠오르게 된다.
베네치아 공화국은 해적의 위협을 막기 위해, 아드리아 해 동쪽의 여러 섬들을 점령하고 전초기지들을 지었다. 베네치아는 본국으로 흘러드는 밀의 안정적인 수입을 보장하고, 소금 무역을 장악하며 거대한 해상 제국을 건설하였고 지중해의 크레타, 키프로스 섬을 장악하며 에게 해의 대부분을 차지하였다. 당시 베네치아는 근동의 최강국들 중 하나였다.
베네치아는 비록 동로마 제국에서 독립해서 나오기는 했지만, 여전히 동로마 제국과 밀접한 관계를 맺기 위해 노력하였다. 베네치아는 동로마 제국을 지원하고 각종 공로를 세워서 동로마 제국으로부터 무역 특권을 부여받았다. 이와 같은 특권은 총 2번 수여되었는데, 첫 번째로 수여되었을 때는 베네치아가 동로마 제국에게 경의를 표했으나, 나중에 베네치아의 권세가 강대해지며 두 번째로 수여받았을 때에는 동로마 제국과 동등한 위치에 서려 하였다.
베네치아는 4차 십자군 전쟁에 참여하였다. 그들은 1204년에 콘스탄티노플을 점령하고 대약탈을 하였으며, 수많은 동로마 제국의 문화재들이 베네치아로 흘러들어왔다. 성 마르코 대성당 입구 위에 올려져 있는 청동으로 된 4마리의 말들도 이때 들어온 것이다. 콘스탄티노플이 함락된 이후, 동로마 제국은 라틴 제국과 베네치아가 각각 장악하는 형식으로 분열되었다. 지중해 세계에서 베네치아의 발언권은 갈수록 거세졌다. 한편, 동로마 제국으로서는 콘스탄티노플의 함락은 말그대로 치명타였다. 이미 아나톨리아 반도를 잃음으로써 국력이 소진되었고, 50년 후 콘스탄티노플을 되찾음에도 불구하고 동로마 제국은 멸망할 때까지 과거의 영광을 다시는 재현하지 못했다.
아드리아 해에 위치한 베네치아는 동로마, 이슬람 세계와 거래하며 막대한 부를 쌓았다. 13세기 후반, 베네치아는 유럽에서 가장 부유한 도시였고 33,000척에 달하는 배를 소유하고 있었다. 베네치아의 유력 가문들은 앞다투어 아름다운 궁전을 지었고, 재능있는 예술가들을 경쟁적으로 후원하였다. 도시는 대귀족들의 대표들로 구성된 의회가 통치하였다. 의회는 모든 공무원에 대한 인사권이 있었으며, 이 중에서도 선발된 10인 위원회가 도시를 총체적으로 경영했다. 의회의 의원들 중 가장 강력한 권력을 가진 자가 총독으로 선출되었으나, 이들이 절대적인 권력을 가진 것은 아니어서 약하거나 실패한 총독들은 사퇴하거나 수도원으로 칩거하도록 강요받기도 하였다. 베네치아에서 정치와 군대는 철저히 분리되어 있었고, 몇 안되는 총독의 직속 근위병들을 제외하면 주로 용병들을 고용하여 국가를 방위하였다. 베네치아 역사상, 베네치아인들은 대부분 전쟁을 상업적 거래의 일부분으로 보았다.
베네치아인들은 전통적으로 로마 가톨릭 신자였으나, 실리에 충실했기 때문에 전 유럽이 신교와 구교로 나뉘어 싸울 때에도 크게 관여하지 않았다. 이와 같은 교황에 대한 지지 부족은 교황에게 큰 반발을 샀으며, 여러 차례의 종교 재판으로 위협을 당했다.
15세기에 독일에서 새로 발명된 인쇄기는 유럽 전역으로 빠르게 퍼져나갔다. 인쇄기의 중요성을 누구보다도 빨리 깨달은 베네치아 상인들은 이를 전격적으로 수용하였고, 1482년에 베네치아는 이미 유럽 인쇄의 수도가 되어있었다.

### 쇠퇴의 시작
15세기, 베네치아는 테살로니카를 점령하기 위해 오스만 제국과 전쟁을 벌였지만, 당시 국력이 승천하던 오스만 제국 군대를 상대로 패배하고 말았다. 이는 이후 베네치아의 오랜 쇠퇴를 알리는 신호탄이었다. 또한 오스만 제국의 메흐메트 2세가 콘스탄티노플을 점령하고 베네치아의 동부 무역로를 막아버림으로써 베네치아는 심각한 경제적 타격을 입게 된다. 게다가 크리스토퍼 콜럼버스가 신대륙을 발견하고, 바스코 다 가마가 베네치아를 거치지 않고 인도로 갈 수 있는 신항로를 개척하면서 중계 무역을 주로 했던 베네치아의 상업은 급격히 쇠퇴하기 시작한다. 프랑스와 영국, 스페인 등이 빠르게 해외의 식민지들을 개척하고 있던 도중, 유럽 동부에 갇혀 있던 베네치아는 식민지들을 거의 얻지 못하며 더더욱 국제적 경쟁에 뒤처지게 되었다.
14, 16세기에 흑사병이 대대적으로 유행하며 베네치아의 인구가 감소했고, 전염병이 돌아 5만 명의 시민들이 몰살당했다. 1630년, 이탈리아 전역에 전염병이 창궐하며 당시 시민의 3분의 1이 죽으며 베네치아의 쇠퇴는 더더욱 가속화되었다. 르네상스 후반에 이르러, 포르투갈이 국제 무역의 새로운 중심지로 떠오르며 베네치아는 점차 그 화려했던 명성을 잃어가기 시작했다. 다만 베네치아는 18세기 후반까지 농산물들을 대량 거래하며 제조업의 중심지로 남아있었다.

### 현대의 베네치아
18세기 내내, 베네치아는 유럽 전체에서 가장 우아하고 화려한 도시였을 것이다. 재능있는 예술가들이 베네치아에서 예술, 건축, 문학의 꽃을 피웠다. 하지만 나폴레옹이 1797년 5월 베네치아를 점령하며 오랫동안 베네치아가 누려왔던 독립도 그 종지부를 찍게 된다. 당시 베네치아에서 유대인에 대한 차별이 전 유럽에서 가장 적었음에도 불구하고, 도시의 유대인들은 나폴레옹을 일종의 구원자로 여겼고, 나폴레옹은 이를 화답하며 유대인 격리 구역을 없애버렸으며 차별을 철폐하였다.
1814년에 나폴레옹이 패망하며 베네치아는 오스트리아 제국에 속하게 된다. 1849년에 반란이 일어나 베네치아 공화국을 재수립하였으나, 1866년에 이탈리아 통일 전쟁이 일어나며 결국 베네치아는 통일 이탈리아로 흡수되게 된다.
제2차 세계대전 동안, 베네치아는 공습이나 폭격에서 거의 안전했다. 연합군 공군이 독일 잠수함을 요격하기 위한 포격이 베네치아에서 이루어진 거의 유일한 전투 사태였고, 그마저도 베네치아의 건물들에 피해를 주진 않았다. 다만 구도심 외곽의 철도, 산업 지대들은 지속적으로 공습을 받았다. 1945년 4월, 연합군이 진군하여 드디어 무솔리니 정권 하에서 신음하던 베네치아를 해방시킴으로써 다시 베네치아는 평화를 되찾게 된다.
현재의 베네치아는 이탈리아의 상징과도 같은 도시이다. 아름다운 운하와 항구들은 이탈리아인들이 세계에 자랑하는 문화유산들이고, 매년 엄청난 관광객들을 끌어들이고 있다. 다만 지구 온난화, 과도한 관광객으로 인한 환경 오염 등의 문제들도 있지만, 여전히 베네치아는 '아드리아 해의 보석'라는 별명으로 불릴 만한 아름다움을 지니고 있다.

## 지리
베네치아는 알프스에서 녹아 내려온 강이 베네토 평야를 지나 바다와 만나는 곳에 자리하고 있다.

### 침하
베네치아는 석호의 진흙 바닥에 나무 기둥을 꽂고 간척 사업을 통해 만들어낸 도시이다. 다만 근본적으로 도시의 기반이 무른 진흙이기 때문에, 지속적으로 도시 자체가 천천히 가라앉고 있다. 이는 옛날부터 인지되어 왔던 문제고, 만조(아쿠아 알타) 때마다 도시의 일부분이 조금씩 물에 잠긴다.

### 간척 사업
로마인들은 야만족들의 침략을 피해 현재 베네치아가 위치해 있는 해안가로 도망쳐왔다. 이주민들은 물 속에서도 잘 썩지 않는 오리나무 기둥들을 진흙과 모래 속에 굳게 박아넣었고, 점토를 부어넣어 단단하게 굳혔다. 그 후 석회암 판들을 깔아 그 위에 도시의 건물들을 지었다.

### 홍수
가을과 초봄 사이에 도시는 아드리아 해에서 밀려 들어오는 조수의 위협을 받는다. 600년 전, 베네치아인들은 석호 내부로 밀려들어오는 주요 강줄기들을 모두 막아버렸고, 이로 인해 퇴적물들이 강에서부터 들어오는 것을 막아 도시의 방비를 확고히 하고자 했다. 이러한 방책은 석호를 훨씬 더 깊게 만들어 낼 수 있었다.
1604년, 베네치아 시는 홍수로 인한 재해 복구 비용을 충당하기 위해 특별 세금을 걷었다. 베네치아 정부는 세금을 걷기 위해 'AQ'라는 문자와 관리의 직인이 찍혀져 있는 종이 서류들을 발행했고, 처음에는 그저 일시적인 세금에 불과했으나 사람들의 예상 외로 1704년 공화국이 멸망할 때까지 이 세금은 계속 걷혀졌다. 특별 세금 제도가 도입된 직후, 다른 유럽의 국가들도 베네치아의 선례를 따르기 시작했고, 얼마 지나지 않아 스페인도 비슷한 성격의 세금을 걷기 시작했다.
20세기에 베네치아 주변의 산업 단지가 급격히 발달하였고, 공장 운영을 위해 베네치아 주변의 대수층에서 지하수를 엄청나게 퍼올리기 시작했다. 얼마 지나지 않아, 베네치아는 급격히 가라앉기 시작했다. 1960년대 결국 대수층에서 물을 퍼올리는 것은 법적으로 금지된 후 침하 속도는 점차 느려졌으나 도시는 여전히 홍수와 침하의 위협을 겪고 있다. 수많은 수상 저택들의 계단들이 침수되어, 1층에서는 사람들이 살 수 없는 저택들의 수가 증가했다.
연구에 따르면 베네치아는 여전히 1년에 2~3mm의 속도로 가라앉고 있다. 2003년 5월, 이탈리아의 총리 실비아 베를루스코니는 석호의 입구에 물을 막는 방파제를 설치하는 계획을 실천에 옮겼다. 만약 물이 과도하게 석호 내부로 밀려들어 올 것 같으면, 평소에는 물 속에 가라앉아 있던 방파제 속에 가벼운 공기를 불어넣어 수면 위로 떠오르게 함으로써 물의 유입을 막는 방법이다. 다만 이 방법은 그 효율성을 확실히 보장할 수 없으며, 비용도 많이 든다. 그리고 이탈리아의 고질적인 부정부패로 인해, 무려 20억 유로의 금액이 빼돌려졌다고 한다.

### 기후
베네치아는 지중해에 바로 접하고 있어 습한 아열대 기후를 띠고 있다. 또한 시원한 겨울과 매우 따뜻한 여름을 갖고 있다. 강수량은 1년 내내 균등하게 분포하여 있으며 평균적으로 약 748mm이다.
| 베네치아 (1991년~2020년)의 기후                                                          | 베네치아 (1991년~2020년)의 기후 | 베네치아 (1991년~2020년)의 기후 | 베네치아 (1991년~2020년)의 기후 | 베네치아 (1991년~2020년)의 기후 | 베네치아 (1991년~2020년)의 기후 | 베네치아 (1991년~2020년)의 기후 | 베네치아 (1991년~2020년)의 기후 | 베네치아 (1991년~2020년)의 기후 | 베네치아 (1991년~2020년)의 기후 | 베네치아 (1991년~2020년)의 기후 | 베네치아 (1991년~2020년)의 기후 | 베네치아 (1991년~2020년)의 기후 | 베네치아 (1991년~2020년)의 기후 |
| 월                                                                                       | 1월                             | 2월                             | 3월                             | 4월                             | 5월                             | 6월                             | 7월                             | 8월                             | 9월                             | 10월                            | 11월                            | 12월                            | 연간                            |
| ---------------------------------------------------------------------------------------- | ------------------------------- | ------------------------------- | ------------------------------- | ------------------------------- | ------------------------------- | ------------------------------- | ------------------------------- | ------------------------------- | ------------------------------- | ------------------------------- | ------------------------------- | ------------------------------- | ------------------------------- |
| 역대 최고 기온 °C (°F)                                                                   | 15.7 (60.3)                     | 22.0 (71.6)                     | 25.3 (77.5)                     | 27.2 (81.0)                     | 31.5 (88.7)                     | 35.2 (95.4)                     | 36.6 (97.9)                     | 36.5 (97.7)                     | 32.4 (90.3)                     | 27.3 (81.1)                     | 23.0 (73.4)                     | 16.7 (62.1)                     | 36.6 (97.9)                     |
| 일평균 최고 기온 °C (°F)                                                                 | 7.5 (45.5)                      | 9.2 (48.6)                      | 13.2 (55.8)                     | 17.4 (63.3)                     | 22.0 (71.6)                     | 26.0 (78.8)                     | 28.5 (83.3)                     | 28.4 (83.1)                     | 23.8 (74.8)                     | 18.5 (65.3)                     | 12.9 (55.2)                     | 8.3 (46.9)                      | 18.0 (64.4)                     |
| 일일 평균 기온 °C (°F)                                                                   | 3.8 (38.8)                      | 5.0 (41.0)                      | 8.9 (48.0)                      | 13.0 (55.4)                     | 17.7 (63.9)                     | 21.7 (71.1)                     | 23.8 (74.8)                     | 23.7 (74.7)                     | 19.3 (66.7)                     | 14.5 (58.1)                     | 9.3 (48.7)                      | 4.7 (40.5)                      | 13.8 (56.8)                     |
| 일평균 최저 기온 °C (°F)                                                                 | 0.1 (32.2)                      | 0.8 (33.4)                      | 4.5 (40.1)                      | 8.7 (47.7)                      | 13.5 (56.3)                     | 17.4 (63.3)                     | 19.2 (66.6)                     | 18.9 (66.0)                     | 14.8 (58.6)                     | 10.5 (50.9)                     | 5.7 (42.3)                      | 1.0 (33.8)                      | 9.6 (49.3)                      |
| 역대 최저 기온 °C (°F)                                                                   | −13.5 (7.7)                     | −12.6 (9.3)                     | −7.4 (18.7)                     | −0.8 (30.6)                     | 2.0 (35.6)                      | 7.0 (44.6)                      | 10.2 (50.4)                     | 10.0 (50.0)                     | 5.0 (41.0)                      | −1.1 (30.0)                     | −8.8 (16.2)                     | −12.5 (9.5)                     | −13.5 (7.7)                     |
| 평균 강수량 mm (인치)                                                                    | 40.2 (1.58)                     | 56.5 (2.22)                     | 60.5 (2.38)                     | 70.5 (2.78)                     | 80.2 (3.16)                     | 64.2 (2.53)                     | 57.9 (2.28)                     | 65.8 (2.59)                     | 73.3 (2.89)                     | 72.0 (2.83)                     | 71.5 (2.81)                     | 49.8 (1.96)                     | 762.4 (30.01)                   |
| 평균 강수일수                                                                            | 6.0                             | 5.2                             | 5.7                             | 8.3                             | 8.2                             | 8.6                             | 5.9                             | 6.1                             | 5.9                             | 6.7                             | 5.8                             | 5.9                             | 78.3                            |
| 평균 상대 습도 (%)                                                                       | 81                              | 77                              | 75                              | 75                              | 73                              | 74                              | 71                              | 72                              | 75                              | 77                              | 79                              | 81                              | 76                              |
| 평균 월간 일조시간                                                                       | 80.6                            | 107.4                           | 142.6                           | 174.0                           | 229.4                           | 243.0                           | 288.3                           | 257.3                           | 198.0                           | 151.9                           | 87.0                            | 77.5                            | 2,037                           |
| 평균 일일 일조시간                                                                       | 2.6                             | 3.8                             | 4.6                             | 5.8                             | 7.4                             | 8.1                             | 9.3                             | 8.3                             | 6.6                             | 4.9                             | 2.9                             | 2.5                             | 5.6                             |
| 가능 일조율                                                                              | 29                              | 38                              | 38                              | 41                              | 49                              | 51                              | 62                              | 59                              | 51                              | 45                              | 29                              | 28                              | 43                              |
| 출처 1: Istituto Superiore per la Protezione e la Ricerca Ambientale, 미국 해양대기청    |                                 |                                 |                                 |                                 |                                 |                                 |                                 |                                 |                                 |                                 |                                 |                                 |                                 |
| 출처 2: MeteoAM (일조 및 상대습도: 1961년~1990년), Temperature estreme in Toscana (극값) |                                 |                                 |                                 |                                 |                                 |                                 |                                 |                                 |                                 |                                 |                                 |                                 |                                 |

## 인구
베네치아는 중세 시대에도 유럽에서 가장 큰 도시들 중 하나였다. 1000년 경에는 6만 명의 인구를 갖고 있었고, 1200년 경에는 8만 명, 1300년도에는 11만 명에서 13만 명까지 치솟았다. 1500년대 중반 베네치아의 인구는 17만을 돌파했고, 1600년 경에는 거의 20만 명에 육박했다.
2009년 베네치아 지역 전체에는 27만 명의 사람들이 살았다. 베네치아의 구도심에 6만 명, 육지에서 17만 명, 석호의 다른 섬들에 3만 명 정도가 살고 있다. 남성은 약 47.6%, 여성은 52.6%이다. 미성년자는 전체 인구의 14.36%이다. 베네치아인들의 평균 연령은 타 이탈리아 지방들에 비해 상대적으로 높은 46세이다. 게다가 이탈리아의 다른 지방의 인구가 조금씩는 것에 비해, 베네치아의 인구는 0.2% 줄었다. 특히 베네치아 구도심의 인구는 1980년 12만 명에서 2009년 6만 명으로 크게 줄었다.
2009년 기준, 베네치아인의 90%가 넘는 인구가 로마 가톨릭 신자이고, 정교회 신자들도 있다. 현대에 시작된 이민의 결과로 이슬람 교도, 불교도, 힌두교도들도 존재한다.
| 연도 | 인구    | ±%      |
| ---- | ------- | ------- |
| 1000 | 60,000  | —       |
| 1200 | 80,000  | +33.3%  |
| 1300 | 180,000 | +125.0% |
| 1400 | 110,000 | −38.9%  |
| 1423 | 150,000 | +36.4%  |
| 1500 | 100,000 | −33.3%  |
| 1560 | 170,000 | +70.0%  |
| 1600 | 200,000 | +17.6%  |
| 1700 | 140,000 | −30.0%  |
| 1800 | 140,000 | +0.0%   |

## 행정
베네치아는 총 6개의 구역으로 나뉜다. 각각의 구역들은 검사관과 부속 직원들이 담당한다.

### 지자체
베네치아의 시의회는 45명의 시의원으로 구성된다. 매 5년 마다 비례제도를 이용하여 선출하며, 도시를 이끄는 시위원회는 12명의 위원들로 구성되어 있고, 베네치아의 시장들이 지명한 인사들로 이루어진다.
베네치아의 의회는 1980년대부터 2010년대까지 중도 좌파당이 집권했다. 다만 몇몇 지역은 지역정당과 중도 우파 정당이 연합하여 유권자들의 지지를 받으며 그나마 베네치아에서 우파의 터전이 되어주었다.
2015년 6월, 좌파 정당에 속한 시장이 부패 혐의로 사임했고 역사상 최초로 시장 직접 선거가 이루어지게 된다. 이 선거에서 중도 우파 계열의 사업가가 시장에 당선되었다.
2015년 선거후, 6개의 구역들 중 5개의 지역에는 여전히 중도 좌파가 우위를 점하고 있고, 한 구역에서만 시장을 필두로 한 우파 계열 정당이 집권하였다.

## 경제
베네치아의 경제구조는 오랜 역사를 거치며 꾸준히 변화해왔다. 초기 경제구조에 대해서는 약간의 자료들만이 남아있지만, 현존하는 자료들을 토대로 분석해보면, 베네치아는 초기 노예무역으로 돈을 벌었음을 짐작할 수 있다. 아드리아 해에 바로 면해있는 베네치아의 구조는 중부 유럽에서 잡아온 노예들을 북부 아프리카나 레반트 지역으로 팔아넘기는데 유용한 구조였다. 중세와 르네상스 시기에 이르러, 베네치아는 상업과 무역의 중심지로 급부상하게 되었다. 광대한 해양 제국을 경영하며 베네치아는 유럽에서 가장 부유하고 영향력있는 도시로 등극하게 되었다. 11세기에서 15세기까지 순례자들이 베네치아를 통한 순례길들을 이용, 유럽과 세계 각지로 이동하며 베네치아의 경기는 더더욱 활기를 띠게 되었다.
17세기에, 포르투갈이 새 항로를 발견하며 베네치아의 해상 제국은 급속히 쪼그라들게 된다. 18세기에 베네치아는 농업과 산업의 중심지로만 남아있게 되고, 이때 지어진 산업 단지들은 일부가 아직도 건재하여 이탈리아 군대가 이를 여전히 사용하고 있다. 2차 세계대전 이후, 베네치아인들은 안정적인 일자리와 주택을 찾아 베네치아 외곽의 도시들로 점차 빠져나가게 된다.
21세기 현재 들어, 베네치아의 경제는 주로 관광업과 조선업, 서비스업, 무역업에 의존하고 있다. 또한 레이스와 유리도 베네치아의 특산품으로 유명하다.
베네치아는 지금 경제적 어려움에 처해있다. 2016년 후반, 베네치아의 부채는 4억 유로를 넘어갔다. 더 가디언의 보도에 따르면 사실상 베네치아는 파산 상태에 이르렀으며 지역 주민들은 베네치아를 빠른 속도로 떠나고 있다. 또한 도시는 홍수로 인한 침식, 과도한 관광객으로 인한 환경오염, 도시 주변을 운행하면 거대 유람선들 때문에 신음하고 있는 상태이다. 2017년 6월, 이탈리아는 베네치아의 파산을 막기 위해 52억 유로에 달하는 긴급 자금을 투입했고, 베네치아 은행의 손실과 손해에 대해서 정부가 보상해주는 안을 제시하였다.

### 관광
베네치아 세계에서 가장 아름답고 유명한 관광지들 중 하나이다. 하루 최대 6만 명에 달하는 관광객들이 이 도시를 드나들며, 연간 2천 2백만에서 3천만에 달하는 사람들이 베네치아를 방문한다.
도시의 아름다운 도시 풍경, 풍부한 문화유산, 축제들은 수많은 사람들을 끌어들였다. 19세기 베네치아는 수많은 카페들과 호텔들로 인해 유럽의 유행 중심지가 되었고, 20세기 들어 그 명성을 꾸준히 이어갔다. 베네치아는 베네치아 영화제, 다양한 국제 컨퍼런스 등 다양한 행사들의 개최지가 되었고, 예술과 문화, 경제, 영화 등과 같은 요소들을 사용해 전세계에서 사람들이 몰려오게 하고 있다.
오늘날 베네치아에는 산 마르코 대성당, 두칼레 궁전 등과 같은 수많은 문화유산들이 있다. 엄청나게 많은 수의 연예인, 비평가, 유명인들이 이를 보기 위해 베네치아를 방문하고 있으며 이 사람들이 베네치아에서 연 1억 5천만 유로 이상을 소비하고 있다고 한다. 다만 베네치아의 이같은 관광적 명성은 베네치아에게 악영향을 끼치기도 하는데, 베네치아에 거주하고 있는 사람들은 사생활을 현재 심각하게 침해당하고 있으며, 외국인들이 베네치아 도심의 주택을 구입하기 위해 몰려들며 정작 원래 살고 있던 베네치아인들은 자신들의 정착지를 떠나야만 했다.

## 교통
베네치아는 118개에 달하는 섬들이 다리와 수로들로 연결되어 있는 독특한 구조를 띠고 있다. 19세기 들어, 본토로 직행하는 철도가 베네치아에 깔렸다. 20세기에는 이탈리아 각지와 연결되는 고속도로와 터미널이 베네치아 인근의 섬들에 건설되었다. 하지만 아직까지도 베네치아의 핵심 부분, 즉 구도심에서는 여전히 아스팔트와 철골로 덮힌 도로들을 찾아보기 힘들고, 여전히 도보와 운하로 이동하는 것이 주로 사용되고 있다. 현재 베네치아는 유럽에서 가장 거대한 '자동차 없는 도시'이고, 자동차가 없음에도 불구하고 워낙 운하와 배를 이용한 운송수단이 발달했기에 심각한 교통 문제는 찾아보기 힘들다.
전통적으로 베네치아에서 사용되었던 교통수단은 곤돌라이다. 다만 현재는 주로 관광객을 상대로 영업하고 있는 중이고, 장례식, 결혼과 같은 중대사에서만 간간히 사용되고 있는 중이다. 베네치아에는 약 400개에 달하는 곤돌라가 정식으로 면허를 받고 영업하고 있다. 대부분의 곤돌라들은 아름다운 벨벳과 양탄자 장식으로 꾸며져 있다. 곤돌라의 앞부분에는 fero라고 불리는 철로 만든 장식물이 붙어있다. 곤돌라의 디자인은 수많은 그림에서 보이듯이 시간의 흐름에 따라 꾸준히 바뀌어왔다. 마치 베네치아의 총독들이 썼던 모자처럼 약간 휘어진 형태의 곤돌라는 비교적 최근에 들어 만들어진 것이며, 법에 의해 규정되었다.

### 운하
베네치아의 소규모 섬들은 중세시대에 흙을 부어 보강되었다. 그 결과, 운하를 통한 해상 무역은 베네치아의 경제를 이끌어나가는 원천이 되었다. 심지어 지금까지도 운하는 해상 무역과 이동의 수단으로 쓰이고 있다. 도시 사이를 흘러 나가는 운하 위에는 400여개에 달하는 다리들이 걸쳐져 있다.

### 대중교통
베네치아의 주요 대중교통 수단은 운하 사이를 운행하는 수상 버스이다. 이 버스는 규칙적인 노선을 따라 운하 사이를 이동하며, 수많은 관광객들과 현지인들을 태우고 다닌다. 또한 개인이 운영하는 수상 택시도 성업 중에 있다. 베네치아의 현지인들이 주로 사용하는 대중 교통은 작은 페리이고, 이마저도 다리로 건너기에 용이하지 못한 지역에서만 간간이 사용하는 편이다. 베네치아의 상징으로 알려진 곤돌라는 주로 대부분 관광객들이 독차지하고 있는 중이다.

### 열차
베네치아에는 로마, 밀라노, 토리노, 나폴리 등 이탈리아의 주요 도시들로 향하는 대부분의 노선들이 설치되어 있다. 또한 취리히, 뮌헨, 빈으로 향하는 국제 열차도 운행하고 있다. 베네치아에는 세인트 루시아 역이 설치되어 있어 베네치아의 열차 업무를 대거 처리하고 있다.

### 항구
베네치아의 항구는 이탈리아에서 8번째로 가장 북적이는 항구이다. 지중해를 통과하는 주요 행선지들 중 하나이며, 유럽에서 가장 규모가 크고 통관객들이 많은 항구 범주에 속한다. 고급 유람선, 페리, 크루즈들이 이 곳을 통과하여 지중해와 대서양으로 향하는 경우가 많다. 2002년에 베네치아 항구는 262,337개에 달하는 컨테이너들을 처리했다. 2006년에는 30,936,931톤에 달하는 화물들이 이 항구를 통과했으며 1,453,513명이 이 항구를 거쳐 세계 각국으로 퍼져나갔다.

### 공항
베네치아의 가장 중요한 공항은 마르코 폴로 국제공항이다. 공항은 베네치아 도심이 아닌 본토에 위치해 있으며 환경을 이유로 해안에서 떨어져 건설되었다.

## 문화

### 문학
베네치아는 장구한 세월동안 극작가, 시인, 작가들에게 영감의 원천이었으며, 유럽의 인쇄 및 출판의 중심지였다.
가장 유명한 베네치아의 작가들에는 마르코 폴로, 자코모 카사노바가 있다. 마르코 폴로는 동양으로 항해해 원나라의 쿠빌라이 칸을 직접 알현한 몇 안되는 서양인이었으며, 그가 나중에 집필한 동방견문록은 세계에서 가장 유명한 모험담이 되었다. 또한 자코모 카사노바는 기억에 남을만한 모험가이자 작가였다.
베네치아는 수많은 서양의 작가들에게 모델이 되었다. 영국의 셰익스피어는 이 도시를 배경으로 하여 오셀로와 베니스의 상인을 지었고, 그 외에도 수많은 사람들이 베네치아를 모델로 하거나 배경으로 하는 작품들을 쏟아냈다.

#### 베네치아에 어원을 둔 단어
- arsenal(무기고)
- ciao(안녕)
- gondola(곤돌라)
- lagoon(석호)

### 인쇄
15세기 말에, 베네치아는 유럽의 인쇄 수도였다. 1500년대에 417명에 달하는 인쇄업자들이 살았고, 이탈리아에서 출판사가 세워진 첫 도시들 중 하나가 되었다. 가장 유명한 출판사는 알두스 마누티우스가 세운 알딘 출판사였는데, 1497년 아리스토텔레스의 책을 인쇄했고, 근대식 인쇄의 기준을 마련했다.

### 그림
베네치아는 중세, 르네상스 시대, 바로크 시대 동안 유럽 예술의 중심지였고 자신들만의 독특한 예술 방식을 고안, 발전시켜냈다. 중세와 르네상스 시대에는 로마, 피렌체와 함께 이탈리아에서 가장 유명한 예술의 핵심지가 되었고 수많은 베네치아의 부유층들이 예술가들을 후원하기 위해 앞다투어 경쟁하였다. 베네치아는 당시 거대한 해상 제국을 경영하고 있었고, 수없이 많은 황금과 사치품들이 베네치아로 쏟아져 들어왔기 때문에 이와 같은 풍조가 나타날 수 있었다.
16세기 들어, 베네치아는 유화 방식이 도입됨에 따라 예술이 급격히 발전하기 시작한다. 이같은 예술 방식은 상대적으로 부드러운 색조를 보인다. 캔버스를 사용하는 방식의 작품들도 베네치아에서 처음으로 선을 보였다. 초기의 캔버스는 현재에 비해 더 거친 느낌을 주었다고 한다.

### 건축
베네치아는 거대한 습지대를 메운 후에 지어졌기 때문에, 근본적으로 도시의 확장이 타 도시들에 비해 느릴 수 밖에 없었고, 결과적으로 중세시대에는 매우 혼잡한 양상을 띠었다. 다만 이와 같은 구조는 야만족, 적들의 침입, 폭동 또한 효과적으로 막아주었고 이로 인해 생겨난 안정과 번영은 베네치아인들에게 수많은 건축물들을 아름답게 꾸밀 수 있게 하는 여유를 갖게 해주었다.
베네치아에는 다양한 양식의 건축물들이 혼재해 어우러져 있는데, 이 중 가장 눈에 띄는 것은 고딕 양식의 건물들이다. 베네치아의 고딕 양식은 유럽의 고딕 양식과 동로마, 오스만 제국 등 동양의 양식을 섞어 만들어져 그 아름다움을 더 드러내고 있다. 이와 같은 양식은 14세기에 선을 보이기 시작하였고, 콘스탄티노플의 비잔틴 양식, 초기 이탈리아의 고딕 양식, 스페인의 이슬람 문화의 유입들이 합쳐져 만들어낸 부산물이라 할 수 있다. 가장 유명한 예로는 두칼레 궁전 등이 있다. 이 외에도 베네치아에는 르네상스, 바로크 양식의 건물들도 세워져 있다.
베네치아의 건축은 매우 보수적인 색채를 띠었다. 예를 들어 유럽 전체를 휩쓸었던 르네상스 건축의 열풍도 베네치아에서는 1470년대에서만 유행하였으며, 타 지역들에 비해 르네상스 양식을 고딕 양식과 결합하여 만들어진 건축물들이 많이 지어졌다. 바로크 양식도 매우 점진적으로 베네치아에 들어올 수 있었으며, 베네치아의 건축물들의 주는 고딕 양식이 주도하고 있다. 다만, 르네상스의 영향을 받은 건축물들은 다른 건물들보다 훨씬 더 그 아치의 모양이 둥글다.

#### 로코코 양식
베네치아는 당시 유럽에서 가장 세련된 로코코 양식을 주도하고 있었다 해도 과언이 아니었다. 베네치아는 이미 쇠퇴하고 있었고, 해양력의 대부분을 잃고 그 경제력도 줄어들고 있었으나 여전히 예술의 중심지였다. 다만 관광업이 사회의 주류에 들며 점차 도시는 퇴폐적인 양상을 띠기 시작했고 화려한 것과 고급스러운 것들을 추구하는 경향이 늘어나기 시작했다. 베네치아에서는 유럽 최고의 가면, 소파, 벨벳, 실크 휘장과 커튼들이 만들어졌다. 베네치아는 해외의 식민지들에서 공수해온 보석들을 사용하여 작품들을 꾸미기도 하였다.

### 유리
베네치아는 화려한 유리 공예로 유명하다. 베네치아의 유리는 화려한 색채, 우아한 모양 등으로 인해 전세계에 잘 알려져있다.
유리산업은 13세기부터 흥하기 시작했다. 동로마의 장인들은 베네치아의 유리 산업에 큰 도움이 되었다. 십자군이 콘스탄티노플을 약탈하며 당시의 동로마 장인들이 베네치아로 도망쳐 왔고, 오스만 제국이 콘스탄티노플을 점령하자 남아있던 장인들도 베네치아에 몰려들었다. 이에 힘입어 16세기에 베네치아 상인들은 유리의 색감과 모양을 더 아름답게 꾸밀 수 있는 기술들을 확보했으며 다양한 장식 기술들을 완성했다.
베네치아는 이 기술들을 당연히 독점하고 싶어했으나, 비밀들은 새어나갔고 다른 유럽의 도시들에서도 베네치아 풍의 유리 작품들이 세공되어 팔려나갔다.
아직까지도 세계에서 가장 유명한 유리 브랜드들 중 일부는 이탈리아 베네치아에서 유래한 것들이 많다.

### 축제
베네치아에서는 매년 거대한 축제가 열린다. 약 2주간 지속되며, 잘 알려져 있는 베네치아 가면은 바로 이 축제들의 상징처럼 되었다.
베네치아 비엔날레는 세계 예술에서 가장 중요한 축제들 중 하나이다. 1895년에 처음 시작되었고 1942년 전쟁의 여파로 인해 중단되었으나 6년 후 다시 재개되었다.
베네치아 영화제는 세계에서 가장 오래된 영화제이다. 1932년 한 백작에 의해 처음 시작된 이 영화제는 매년 8월과 9월 사이에 열렸고, 현재 가장 유서깊고 유명한 세계급 영화제들 중 하나이다. 

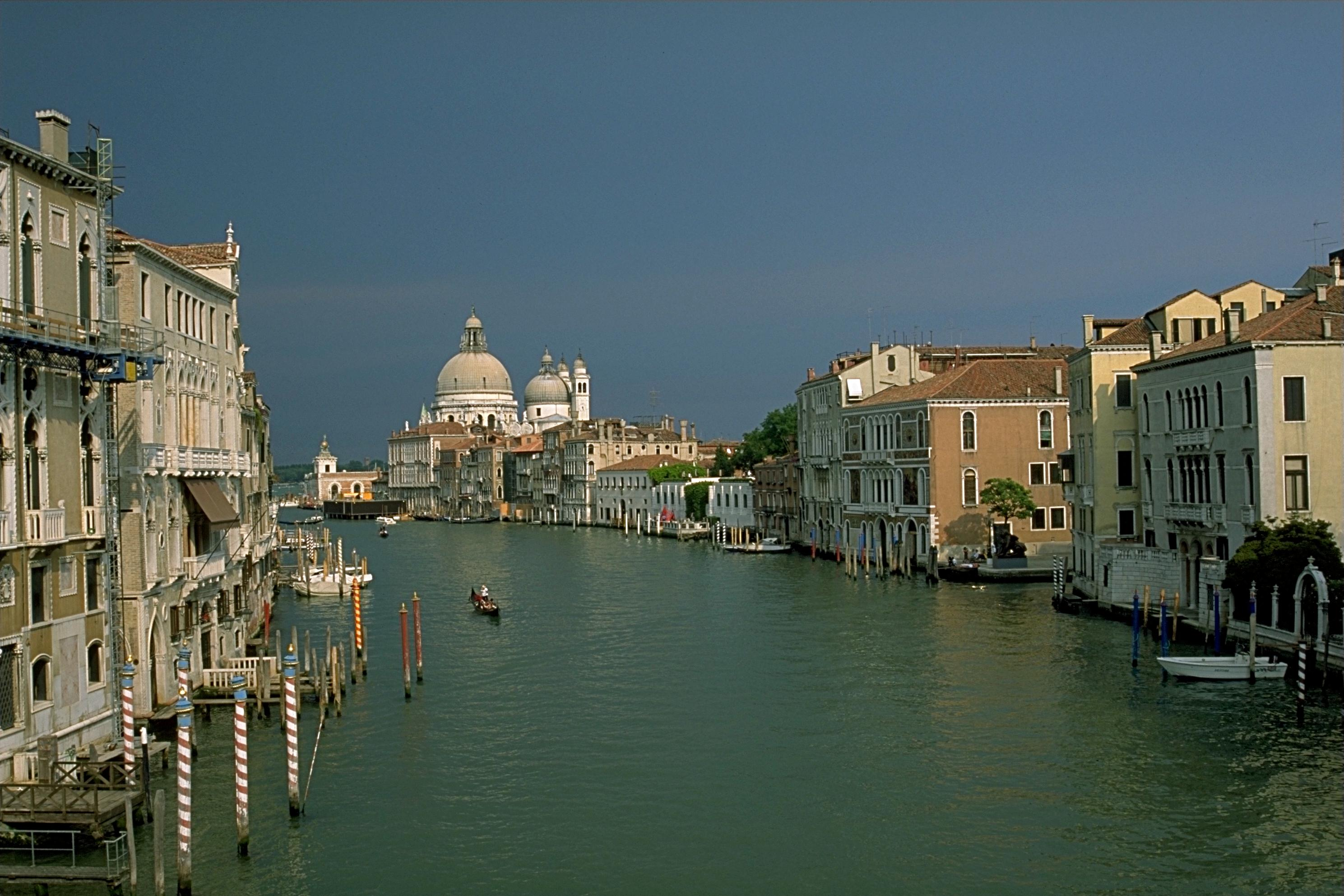
베네치아의 운하

## 명소
베네치아는 오랜 역사만큼 다양한 문화유산들을 지니고 있다. 베네치아에서 가장 유명한 문화유산들의 목록은 아래와 같다.
- 두칼레 궁전
- 산 마르코 대성당
- 산 마르코 광장
- 카날 그란데

기타 유명한 건축물들이 많고, 베네치아 비엔날레 건축전이 격년마다 열린다.

## 각주

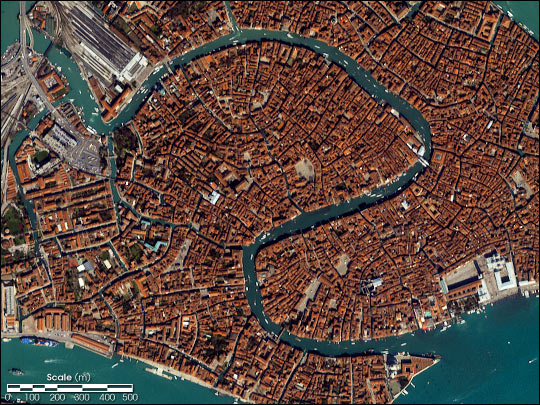
위성이 찍은 베네치아

## 같이 보기
- 블라인드